# Bruno Michaud
Bruno Michaud (14 ottobre 1935 – 1º novembre 1997) è stato un calciatore svizzero, di ruolo difensore.

## Carriera

### Club
Dal 1967 al 1970 ha giocato nella prima divisione svizzera col Basilea.

### Nazionale
Ha collezionato quindici presenze con la propria Nazionale.

## Palmarès

### Giocatore

#### Competizioni nazionali
- Campionato svizzero: 2

Basilea: 1968-1969, 1969-1970

#### Competizioni internazionali
- Coppa delle Alpi: 2

Basilea: 1969, 1970